# Montes Claros
Montes Claros är en stad och kommun i östra Brasilien och ligger i delstaten Minas Gerais. Hela kommunen har cirka 400 000 invånare. Montes Claros grundades under tidigt 1700-tal och hette från början Arraial de Formigas. Orten fick kommunrättigheter den 16 oktober 1832, och fick sitt nuvarande namn 1857 (den hette Montes Claros de Formigas under en tidigare period).

## Administrativ indelning
Kommunen var år 2010 indelad i tio distrikt:
- Aparecida do Mundo Novo
- Ermidinha
- Miralta
- Montes Claros
- Nova Esperança
- Panorâmica
- Santa Rosa de Lima
- São João da Vereda
- São Pedro da Garça
- Vila Nova de Minas

## Befolkningsutveckling
| Område              | Areal (km²)   | Invånarantal 1 augusti 2000 | Invånarantal 1 augusti 2010 | Invånarantal 1 juli 2014 |
| ------------------- | ------------- | --------------------------- | --------------------------- | ------------------------ |
| Kommun              | 3 568,94      | 356 947                     | 391 915                     | 401 212                  |
| Urban befolkning    | Ingen uppgift | 307 183                     | 349 427                     | Ingen uppgift            |
| ...varav centralort | Ingen uppgift | 299 631                     | 339 381                     | Ingen uppgift            |